# Christina Liebetrau (Leichtathletin)

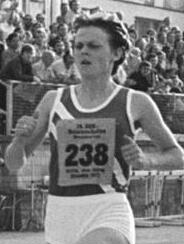
Christina Liebetrau bei den DDR-Meisterschaften 1977

Christina Liebetrau (* 30. Dezember 1953 als Christina Neumann) ist eine ehemalige deutsche Mittelstreckenläuferin, die für die DDR startete.
1977 siegte sie über 800 m beim Leichtathletik-Europacup und wurde Zweite beim Leichtathletik-Weltcup in Düsseldorf.
1975 und 1977 wurde sie DDR-Meisterin über 800 m, 1977 außerdem über 1500 m. In der Halle wurde sie 1976 DDR-Vizemeisterin über 800 m. 
Christina Liebetrau startete für den SC Turbine Erfurt.

## Persönliche Bestzeiten
- 400 m: 54,96 s, 8. Mai 1976, Dresden (handgestoppt: 54,1 s, 5. Juni 1975, Erfurt)
- 800 m: 1:58,81 min, 29. Mai 1976, Karl-Marx-Stadt
  - Halle: 2:02,4 min, 11. Januar 1976, Berlin (überlange Bahn)
- 1000 m: 2:34,8 min, 7. August 1977, Dresden
- 1500 m: 4:05,3 min, 3. Juli 1977, Dresden

| Personendaten    | Personendaten                   |
| ---------------- | ------------------------------- |
| NAME             | Liebetrau, Christina            |
| ALTERNATIVNAMEN  | Neumann, Christina              |
| KURZBESCHREIBUNG | deutsche Mittelstreckenläuferin |
| GEBURTSDATUM     | 30. Dezember 1953               |